# Adlullia poppaea
Adlullia poppaea är en fjärilsart som beskrevs av Collenette 1953. Adlullia poppaea ingår i släktet Adlullia och familjen tofsspinnare. Inga underarter finns listade i Catalogue of Life.